# Helmond

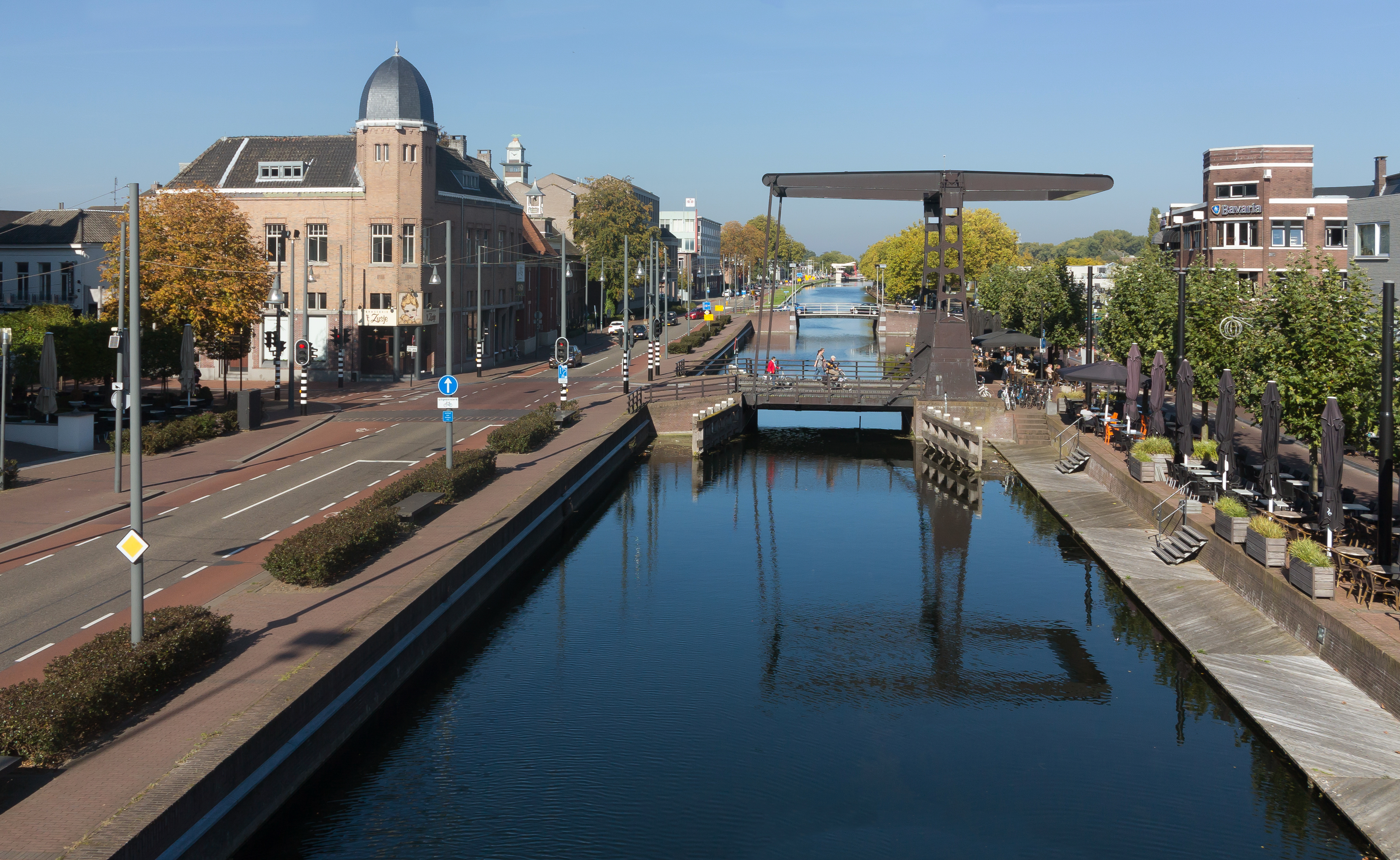
Vista del canal a través de Helmond

Helmond es una ciudad y un municipio de la provincia de Brabante Septentrional, al sur de los Países Bajos. En enero de 2015 tenía 89.726 habitantes y 39.161 viviendas, que el 30 de abril de 2017 había pasado a ser 90.576, sobre una superficie de 54,75 km², de los que 1,52 km² corresponden a la superficie ocupada por el agua, con una densidad de 1702 h/km².  
El municipio tiene doce núcleos: la zona industrial del sur, Brouwhuis, Rijpelberg, Dierdonk, Helmond este, Helmond norte, Helmond oeste, Warande, Stiphout, ‘t Hout, Brandevoort y el centro de la ciudad.
De estos barrios Brandevoort es el que ha crecido más. Las características de Helmond del pasado son la industria de textil y metal. Al lado el escudo de la ciudad es un yelmo.
El eslogan de Helmond es: Helmond, una sonrisa en la provincia.
Helmond tiene un equipo de fútbol profesional, el Helmond Sport.

## Historia
Los primeros asentamientos en Helmond fueron alrededor del año 1000 y se le concedieron derechos de ciudad aproximadamente en 1232. Helmond fue fundada por el duque Enrique I de Brabante en el año 1232. El mismo año Helmond obtuvo los derechos de ciudad. Había prosperidad económica en el comercio; textil, lana y lino. Esta prosperidad resultó en la construcción del canal “Zuid- Willemsvaart” en el año de 1826. Luego, se construye el ferrocarril entre Helmond y Eindhoven. Al lado de la industria textil, nuevas industrias surgieron como la metalurgia y la industria alimentaria.

## Eventos anuales
Carnaval
Como en toda la provincia de Brabante Septentrional, se celebra carnaval en Helmond. Hay 15 asociaciones. Cada asociación está representada en el desfile del carnaval. En Helmond se dice que tienen el desfile más grande de la provincia. Durante carnaval se cambia el nombre Helmond a “Kattegat”.
Conciertos en el jardín del castillo (Kasteeltuinconcerten)
Cada año el municipio Helmond se organiza los conciertos del castillo.
Cada viernes en agosto hay espectáculos de diferentes bandas. También cada viernes  hay diferentes temas por ejemplo rock, salsa, música holandesa etc.
Los conciertos tienen lugar en frente del castillo en Helmond.

## Personas famosas nacidas en Helmond
- Franz Jozef Van Beeck (1930) – escritor y teólogo
- Lisette Sevens (1949) – jugador de hockey
- René y Willy van de Kerkhof (1951) – futbolistas y hermanos
- Fieke Boekhorst (1957) – jugador de hockey
- Berry van Aerle (1962) – futbolista
- Harry van Bommel (1962) – político
- M. H. Benders (1971) – poeta
- Wilfred Bouma (1978) – futbolista
- Nina van Bree (1987) – modelo
- Nieky Holzken (1983) – luchador de muay thay
- Stochelo Rosenberg (1968) – intérprete de jazz
- Jan van Dijk (1930) - peluquero - campeón de holanda